# Dialettica crociana
La dialettica crociana consiste nella nuova concezione della struttura dialettica dello Spirito, che Benedetto Croce elabora sovrapponendo alla dialettica  hegeliana il nesso dei distinti.

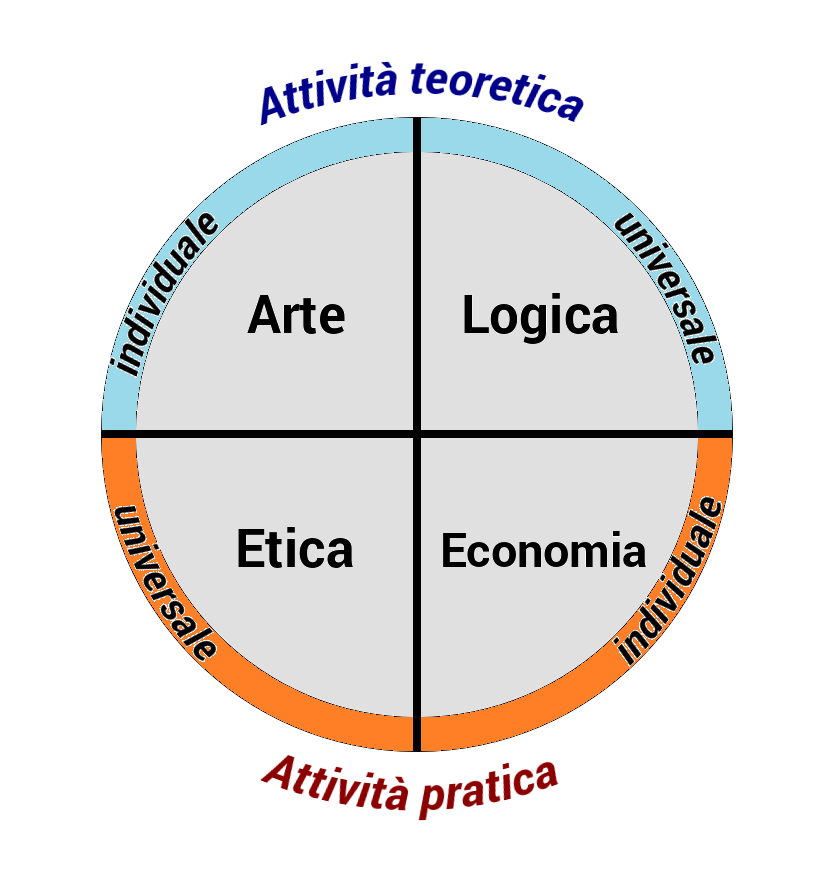
Schema della dialettica crociana, formata dai quattro momenti distinti della vita dello Spirito: arte, logica, economia ed etica.

## Le differenze con la dialettica hegeliana
La prima importante differenza con Hegel è che nel sistema crociano non rientra né la religione, né la natura.
La religione sarebbe infatti un complesso miscuglio di elementi poetici, morali e filosofici che le impediscono di presentarsi come forma autonoma dello Spirito. 
La natura poi non è altro che l'oggetto "mascherato" dell'attività economica, è il frutto della considerazione economica diretta al mondo.
Hegel ha il merito di avere scoperto che la dialettica, l'opposizione, è l'anima della realtà, e che lo Spirito è unità o sintesi degli opposti, ma egli ha esteso la dialettica degli opposti a quello che opposto non è. La dialettica crociana pertanto sovrappone all'opposizione hegeliana la dialettica della distinzione.
Nella vita dello Spirito va allora sì mantenuta la dialettica degli opposti, reale ed operante all'interno di ciascuna forma dello Spirito (bello-brutto nell'Estetica, vero-falso nella Logica, utile-dannoso nell'Economia, bene-male nell'Etica), ma va evidenziato anche il nesso dei distinti o dei gradi che stabilisce il rapporto di ciascuna forma con le altre.
Contrariamente a quanto pensava Hegel, per Croce fra le quattro forme della vita dello Spirito non c'è opposizione e tanto meno il rapporto "togliere-conservare"  (aufhebung) che stabiliva il nesso tra i tre momenti della struttura dialettica, ma c'è soltanto distinzione sicché ognuna delle quattro forme è irriducibile e distinta dalle altre. 
Tale distinzione è dovuta alla fondamentale differenza tra l'attività teoretica e quella pratica e fra il particolare e l'universale: per cui 
l'estetica  è conoscenza del particolare o dell'individuale (intuizione pura)
e la logica o filosofia è conoscenza dell'universale (pensamento del concetto puro);
l'economia è volizione   del particolare,
e l'etica è volizione dell'universale.

## Il nesso dei gradi
Tra le quattro forme della vita dello Spirito vi è distinzione ma anche unità, poiché lo spirito è attività, soggettività. Ogni forma quindi implica la precedente ed è implicata dalla successiva: questa è la fondamentale legge dello Spirito.
Se l'estetica è la conoscenza, intuizione del particolare questa è la necessaria base, il contenuto concreto dell'universalità del pensiero logico dell'universale, non vi è universale senza particolare e il culmine dell'attività teoretica è la necessaria premessa della pratica, della volizione; non c'è azione che non sia stata preceduta dalla conoscenza: volizione  che in un primo momento è diretta al particolare (economia) ma che poi trapassa nell'etica, la volizione dell'universale. Per Croce infatti nell'etica è sempre presente un momento economico: egli rifiuta qualsiasi morale formale di tipo kantiano e si avvicina invece a quella hegeliana per il quale ogni morale priva di contenuto reale era assimilabile ad arbitrio e capriccio individuale. Così mentre l'economia è separata dall'etica, e precede ogni considerazione morale (in accordo con le teorie liberiste di Adam Smith), nell'etica è sempre presente un momento economico anche nei comportamenti più "disinteressati" se non altro per la "soddisfazione morale" che proviamo dall'aver compiuto una buona azione. Per questo, se è possibile volere l'utile senza volere il bene, non è possibile volere il bene senza volere l'utile. La moralità trionfa degli interessi in quanto si fa essa stessa supremo interesse.
La vita dello spirito non si ferma alla morale in quanto questa costituisce sempre la spinta per la successiva attività teoretica. Ogni conoscenza nasce infatti da un interesse pratico. Lo studioso si accingerà a trattare un aspetto del sapere perché motivato da interessi etici.
Quindi l'attività dello spirito è caratterizzata da una "circolarità" costituita da un semicircolo teoretico e un semicircolo pratico. Circolarità che non è un ritornare alle posizioni di partenza poiché lo spirito passa da una forma all'altra, e sempre quando torna in ciascuna vi torna arricchito e quindi su un piano più alto.